# Walter Ranghieri
Walter Ranghieri (ur. 19 stycznia 1895 w Quistello, zm. 6 marca 1949 w Mediolanie) – włoski zapaśnik walczący w stylu klasycznym. Dwukrotny olimpijczyk. Odpadł w pierwszej rundzie w Antwerpii 1920 i trzynasty w Paryżu 1924. Walczył w wadze lekkiej.

## Letnie Igrzyska Olimpijskie 1920
| Konkurencja            | Rundy eliminacyjne   | Klas. końcowa |
| Konkurencja            | 1/16                 | Miejsce       |
| ---------------------- | -------------------- | ------------- |
| 67,5 kg styl klasyczny | Oral Swigart (USA) P | I runda       |

## Letnie Igrzyska Olimpijskie 1924
| Konkurencja          | Rundy eliminacyjne     | Rundy eliminacyjne      | Rundy eliminacyjne     | Klas. końcowa |
| Konkurencja          | Przeciwnik I           | Przeciwnik II           | Przeciwnik III         | Miejsce       |
| -------------------- | ---------------------- | ----------------------- | ---------------------- | ------------- |
| 62 kg styl klasyczny | Otto Borgström (SWE) P | Georges Métayer (FRA) Z | Albert Kusnets (EST) P | 13.           |